# Крайова
Крайова (рум. Craiova) — місто у Румунії, адміністративний центр повіту Долж над річкою Жіу.

## Назва
Існує дві можливі етимології слова «Крайова»: старослов'янське «kral» («король») та слов'янське «krajina» («кордон» або «край»).

## Географія
Крайова є центральним містом Олтенії. Місто розташоване на відстані 227 км від Бухареста і за 68 км на північ від Дунаю.

## Історія
1475 році перша писемна згадка про місто.
За часів правління князя Емануїла Джані-Русета, резиденцію Валахії було перенесено до Крайови у 1770–1771 роках.
Після періоду економічного занепаду у XVIII столітті, з початку XIX століття Крайова відновила своє становище одного з провідних міст Валахії, ставши центром ремесла та торгівлі. Близько 1860 року в Крайові було 4633 будівлі, серед яких 3220 житлових будинків, 26 церков, 11 шкіл та 60 фабрики і майстерень.
Після революції 1989 року, яка принесла відновлення вільного ринку та децентралізацію загального управління, кілька галузей промисловості міста були приватизовані, а ринок відкрився для приватних ініціатив.

## Населення
Населення — 304 142 мешканців у 2005 році. Станом на 2021 рік у межах міста проживало 234 140 мешканців, що робить його 7-м за чисельністю населення містом Румунії. За даними перепису 2002 року 97,48 % населення — румуни, 1,5 % — цигани, 1 % — інші національності. Більшість жителів православних християн.

## Культура
Після Бухареста, Крайова займає друге місце у країні за кількостю історичних пам'яток архітектури: церков, палаців та інших споруд.

## Транспорт
На сході від Крайови, на відстані 7 км. від центру міста, розташований міжнародний аеропорт. Місто також є великим залізничним центром та пов'язане з іншими румунськими містами. У місті є розвинута трамвайна мережа.

## Спорт

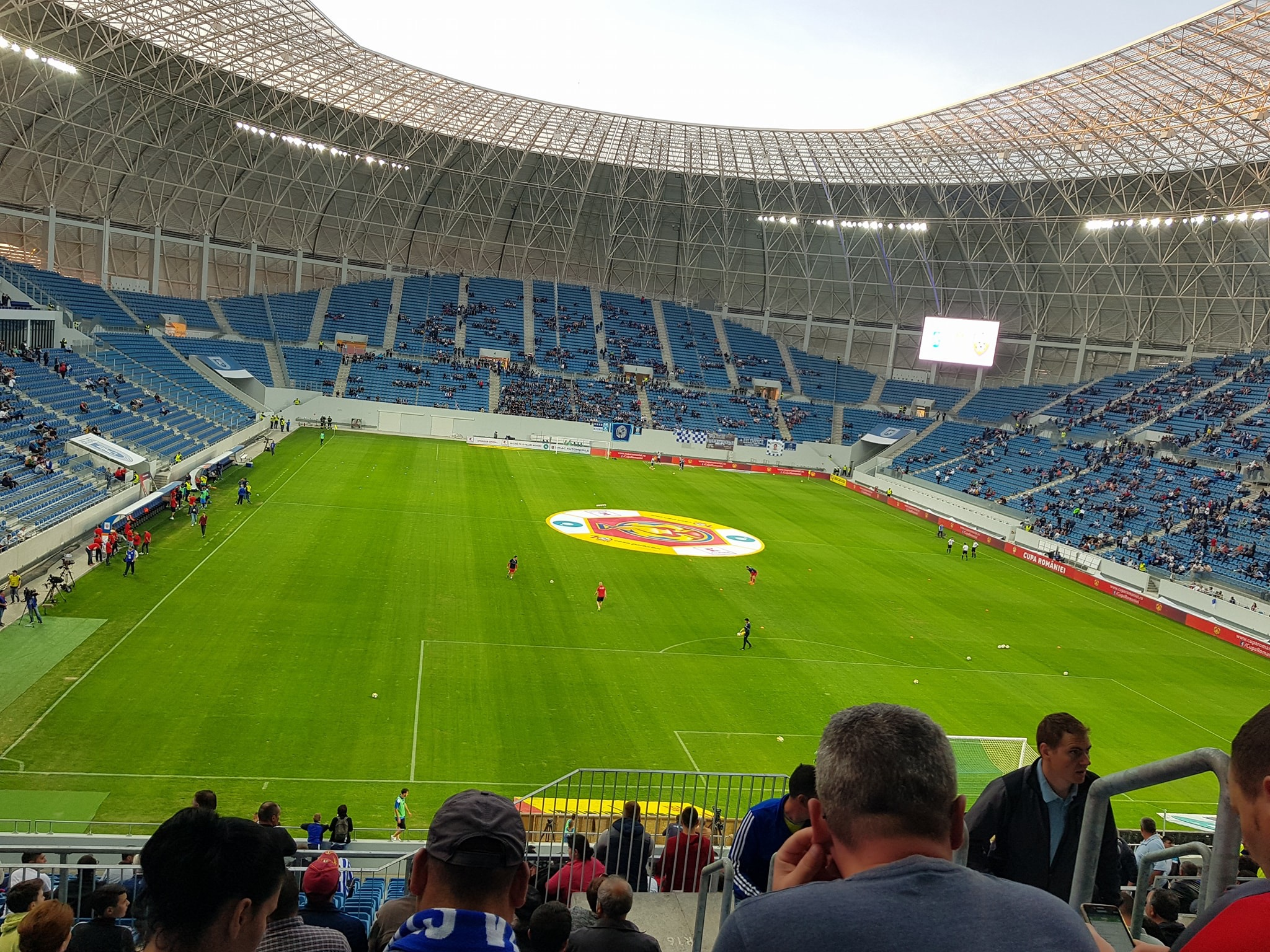
Футбольний стадіон

Перші футбольні команди в Крайові з'явилися в 1921 році.
- КС Університатя – футбольна команда.
- ФК У Крайова 1948 – футбольна команда.

10 листопада 2017 року відкритий новий футбольний стадіон Йон Облеменко на місці колишнього.

## Міста-побратими
| - Куопіо, Фінляндія - Нантерр, Франція - Ліон, Франція | - Враца, Болгарія - Уппсала, Швеція - Скоп’є, Північна Македонія |

## Відомі люди
- Корнеліу Баба — румунський живописець і графік, почесний член Академії мистецтв СРСР (з 1958).
- Ніколе Васілеску-Карпен — румунський інженер та фізик.
- Адольф де Герц — румунський журналіст і перекладач, драматург і поет.
- Ніку Константінеску (1840—1905) — румунський військовий діяч.
- Ніколае Петреску (1871—1931) — румунський карикатурист.
- Єлена Теодоріні (1857—1926) — румунська оперна співачка.
- Корнеліу Теодоріні (1893—1976) — румунський політик.
- Джордже Константинеску — румунський вчений, інженер і винахідник.

## Світлини

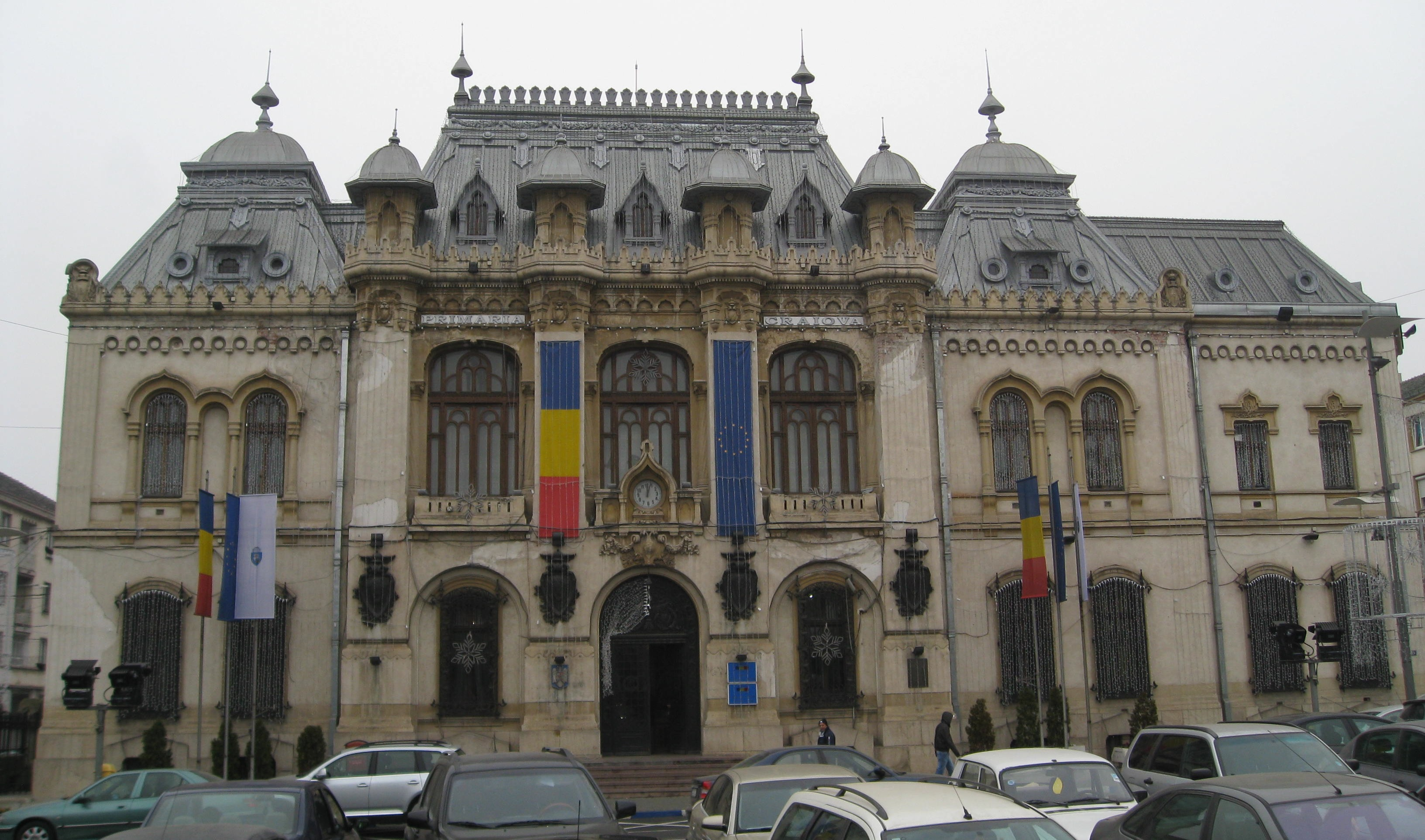
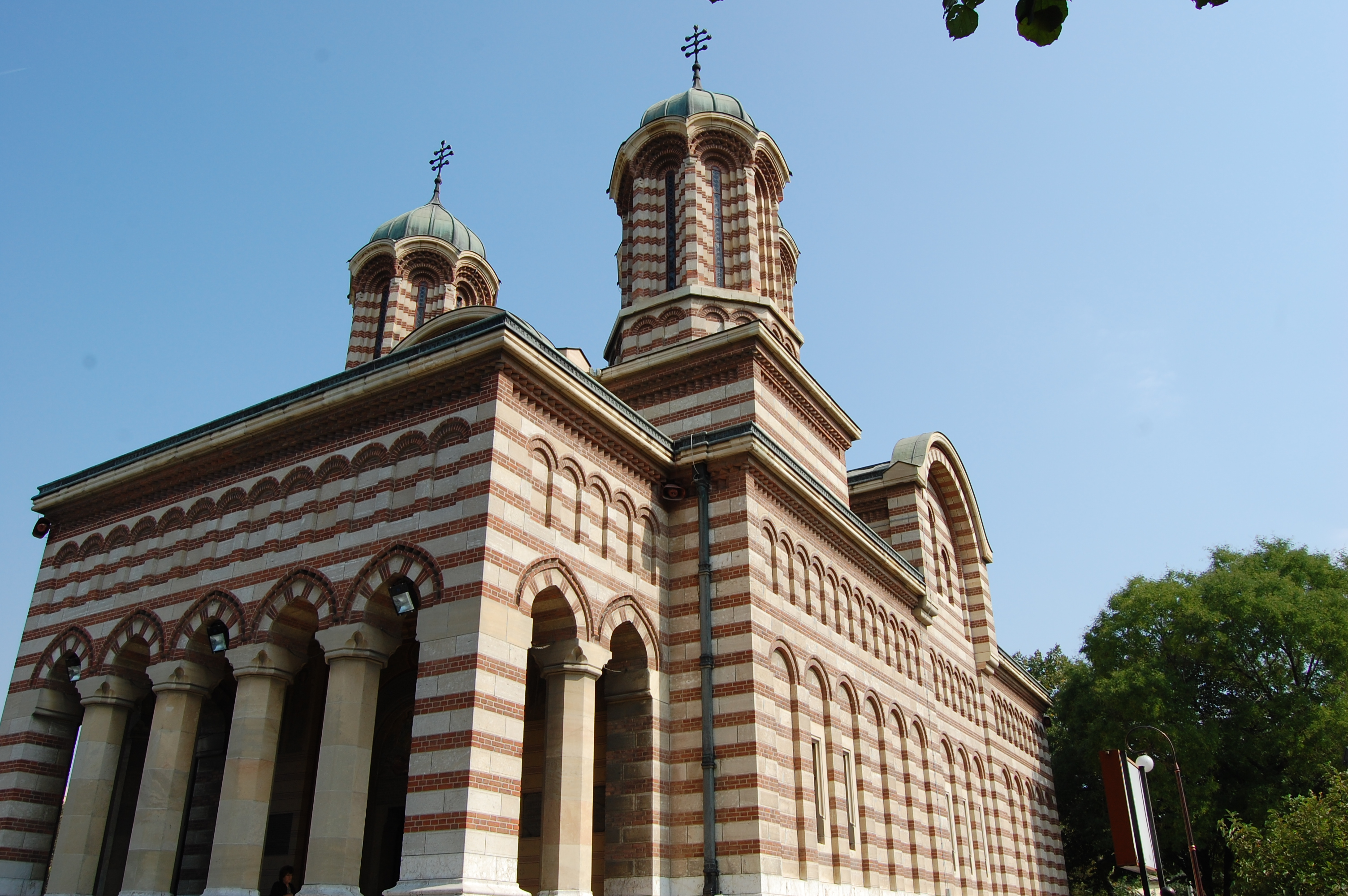
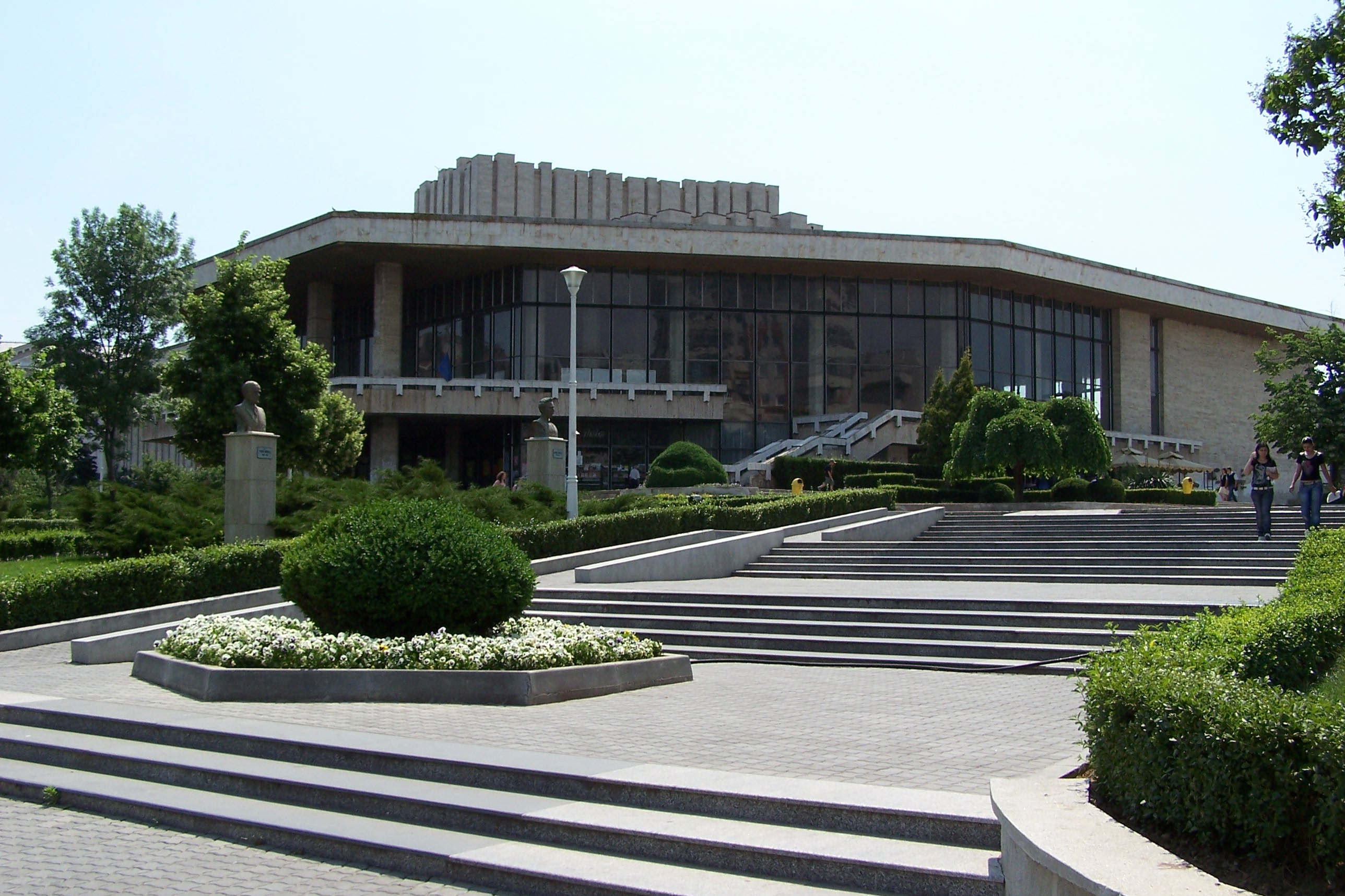
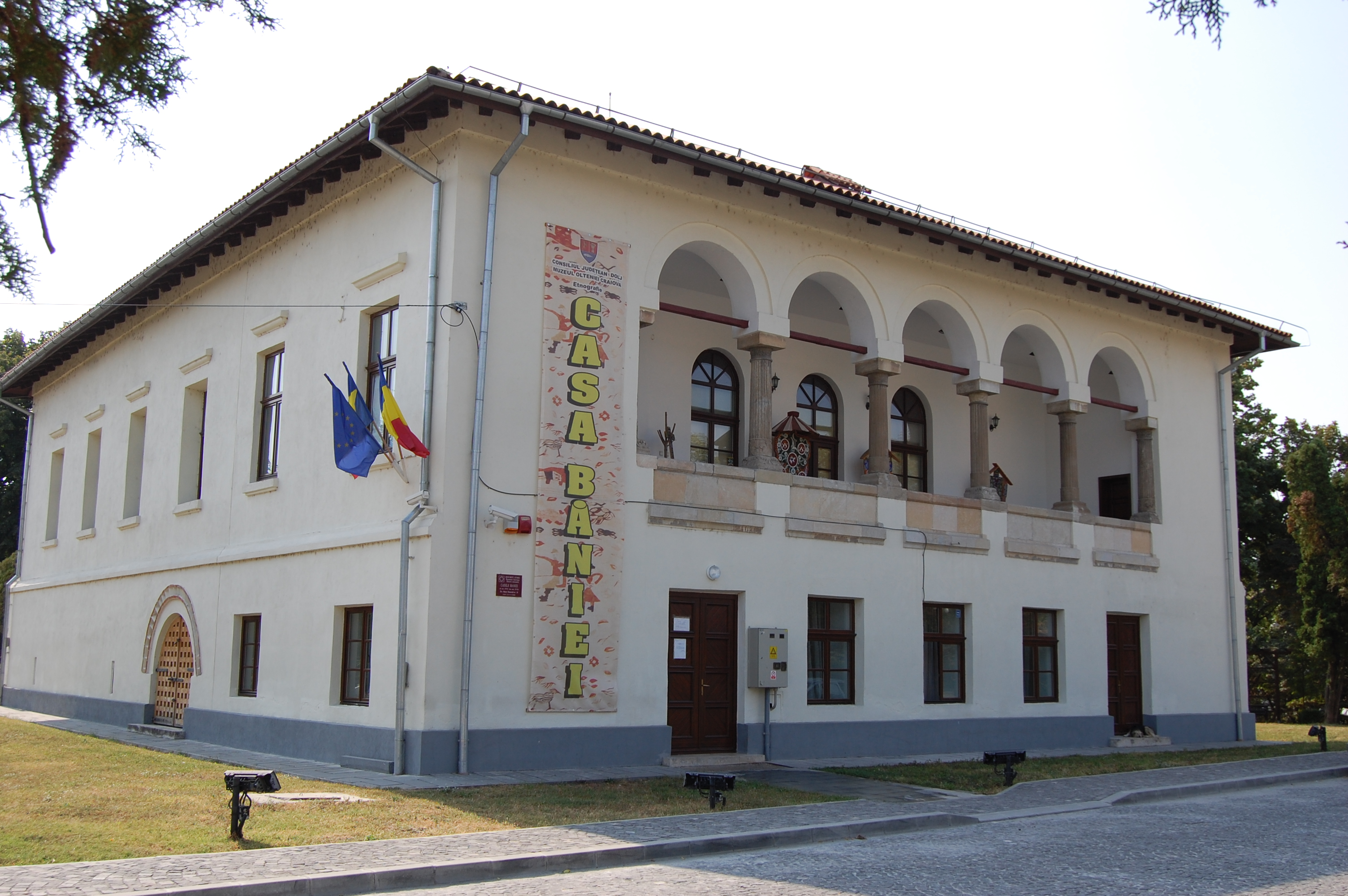
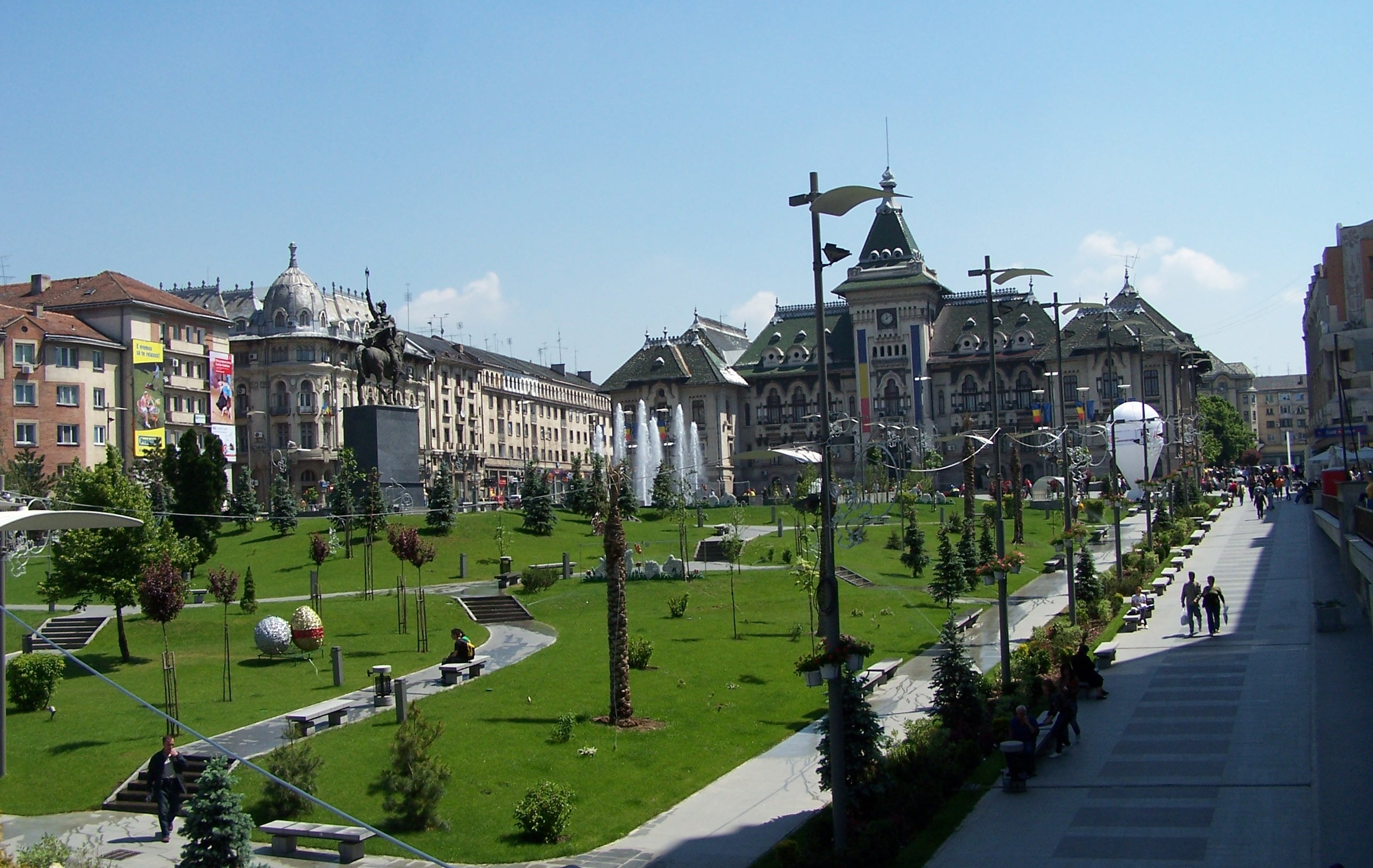
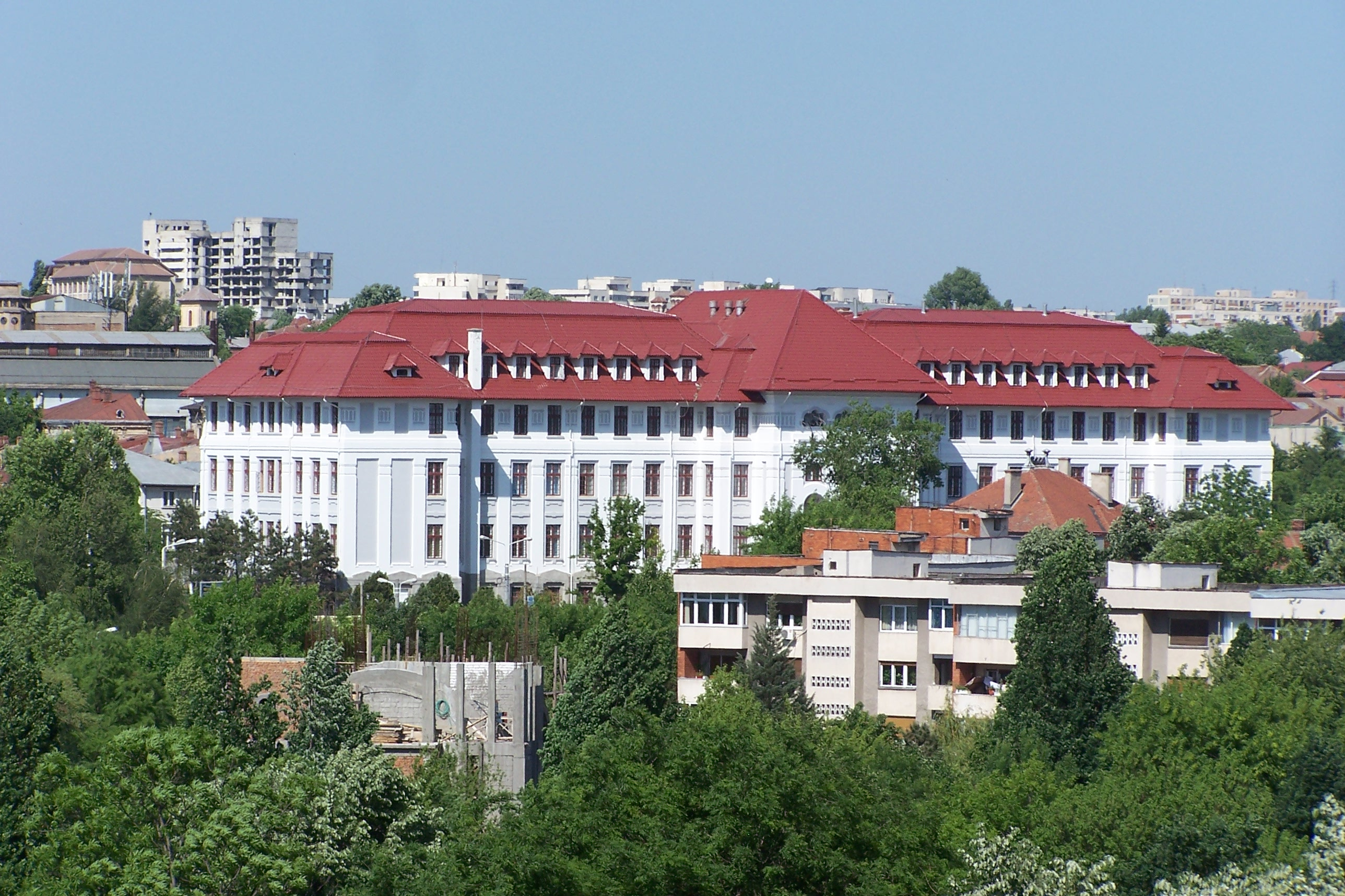
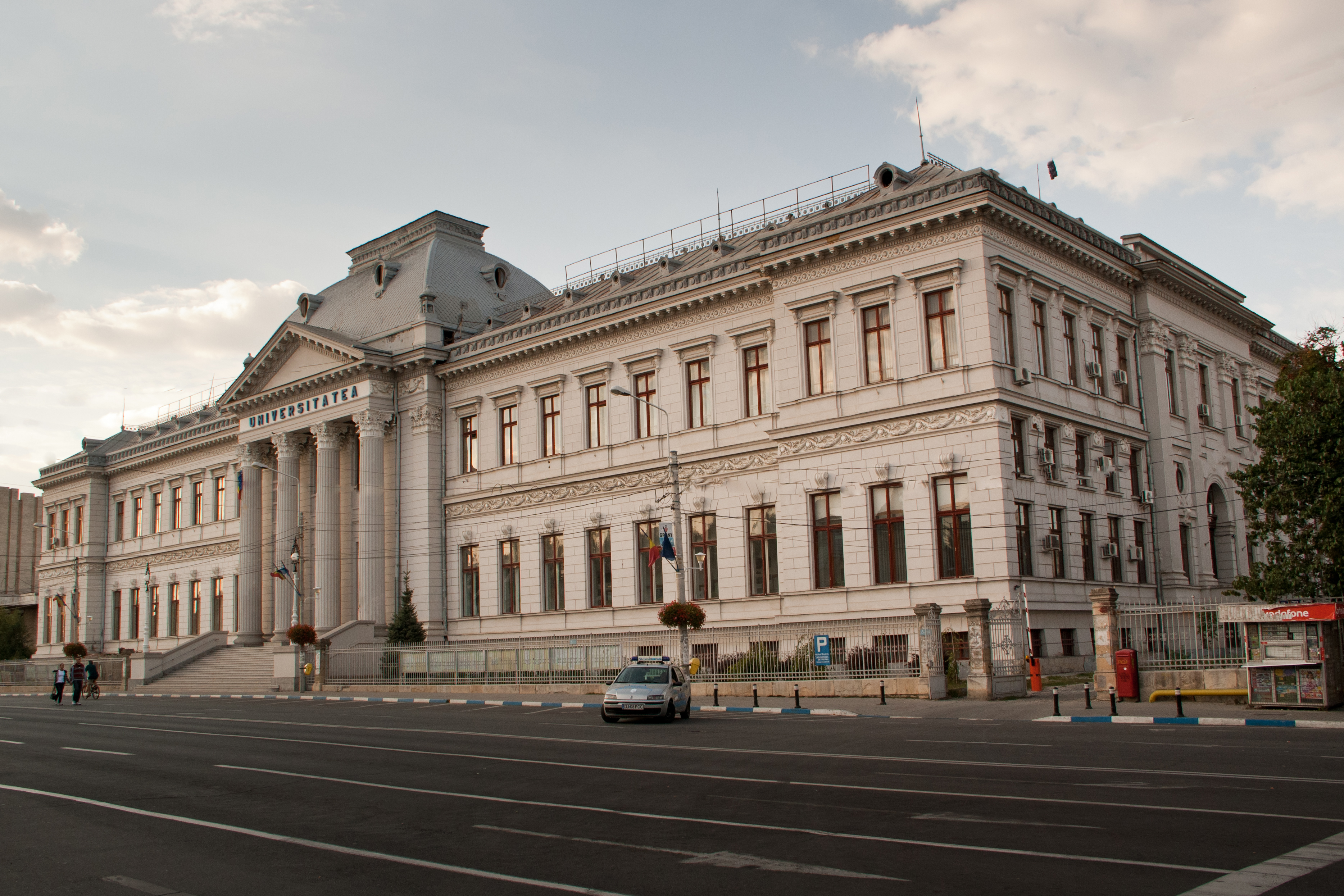
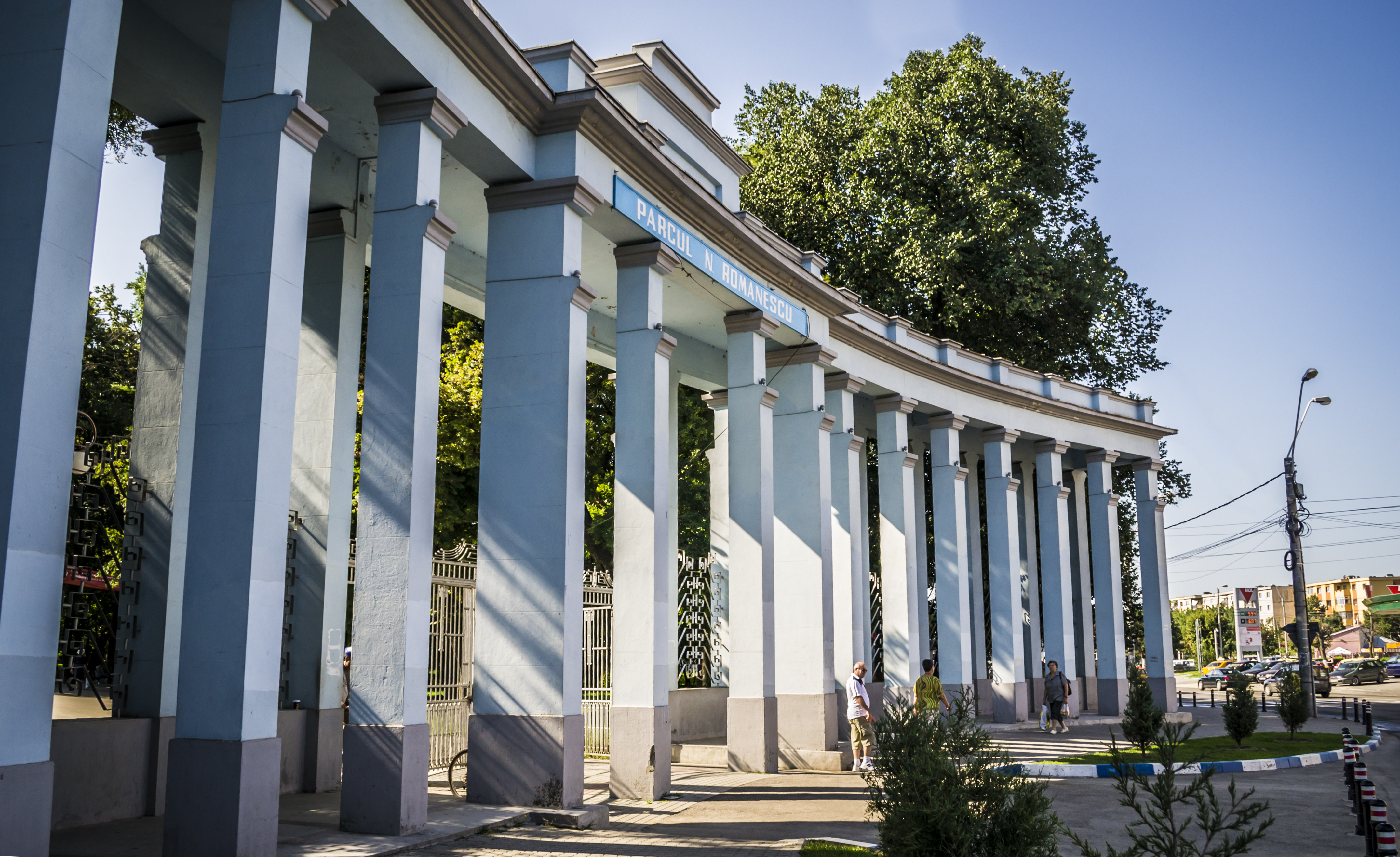